# جون إمبري (عالم إنسان)
جون إمبري (بالإنجليزية: John Embree)‏ هو عالم إنسان أمريكي، ولد في 26 أغسطس 1908 في نيو هيفن في الولايات المتحدة، وتوفي في 22 ديسمبر 1950 في هامدن في الولايات المتحدة.